# Acantharia
Acantharia (Sinonim:Acantharea) je razred morskih organizama koji se različito klasificira, po nekima u koljeno Actinopoda koji obuhvaća izumrle rodove Astrolithium i Chiastolus. Drugi ga klasifiiraju u Protozoa, ili pak preko Rhizaria u kromiste.

## Redovi
1. Acanthonida Haeckel, 1881
2. Arthracanthida Schewiakoff, 1926
3. Chaunacanthida Schewiakoff, 1926
4. Holacanthida Schewiakoff, 1926
5. Symphyacanthida Schewiakoff, 1926
6. Acantharea incertae sedis: Porodica Astrolophidae.

## Vanjske poveznice
|  | Wikivrste imaju podatke o taksonu Acantharea |